# Gomphocalyx
Gomphocalyx là một chi thực vật có hoa trong họ Thiến thảo (Rubiaceae).

## Loài
Chi Gomphocalyx gồm các loài: